# ميتشيل مارش
ميتشيل مارش (بالإنجليزية: Mitchell Marsh) (20 أكتوبر 1991 في أستراليا - ) هو لاعب كريكت أسترالي. شارك مع منتخب أستراليا الوطني للكريكت. أما مع النوادي، فقد لعب مع Deccan Chargers ‏ وRising Pune Supergiant ‏ ونادي مقاطعة سري للكريكت ‏ وPune Warriors India ‏ وفريق غرب أستراليا للكريكت ‏ وPerth Scorchers ‏.

## وصلات خارجية
- ميتشيل مارش على موقع إي آس بي آن كريك إنفو (الإنجليزية)
- ميتشيل مارش على موقع ويزدن الهند (الإنجليزية)